# 秋田頼季
秋田 頼季（あきた よりすえ）は、陸奥三春藩の第4代藩主。秋田家第6代当主。

## 生涯
元禄9年（1696年）、三春藩の重臣だった荒木高村の長男として生まれる。高村は荒木氏綱の来孫で、秋田氏の一門（藩祖・秋田実季の外孫）、外祖父季通は実季の甥であった。頼季ははじめ分家の秋田季豊の養子となった。同家は秋田実季の三男季信を初代とする旗本（500石）であった。宝永3年（1706年）8月29日、秋田季豊の末期養子として、家督を相続した。季侶と名乗った。正徳4年（1714年）5月7日、将軍徳川家継にお目見えした。正徳5年7月3日、本家の三春藩主秋田輝季の養子となった。養子入りにともない、頼季と改名した。なお、旗本秋田家は頼季の本家相続により絶家となった。
正徳5年（1715年）6月4日、先代藩主秋田輝季は、嫡男・就季を失い、落胆して政治を荒木高村に一任するようになる。同年7月3日、頼季は輝季の養子となり、就季の娘岩子を輝季の養女として、正室に迎えた。同年9月6日、将軍徳川家継にお目見えした。同年12月7日、養父輝季の隠居により、家督を継いだ。同年12月18日、従五位下主水正に叙任した。後に信濃守に改める。養父輝季は享保5年（1720年）に死去し、その後のお家騒動は「三春化け猫騒動」の元になったと言われる。

### 御家騒動
先代以来の重臣として、藩主（頼季）の実父としていずれにせよ権力を持つ荒木高村に対し、藩内の反荒木派は激しく対立した。享保13年（1728年）6月、混乱を収めるべく荒木は知行返上と三春藩退去を願うものの、これは重臣らから拒否された。その一方で重臣らは三春藩は荒木一派の弾圧を行った。重臣らは荒木に対して隠居を迫るものの、荒木は拒否した。しかし翌享保14年、先代藩主輝季の未亡人貞岩院の意向もあり、荒木は蟄居処分となった。その後、荒木高村の弟の荒木又市の家来渡辺長右衛門が藩命により死刑になった。
渡辺長右衛門の遺族はこの処遇に納得せず、顛末を江戸の幕府に訴える。幕府は藩主頼季に事情を問い質したが、幕閣を納得させる釈明はできなかった。幕府は荒木高村ら藩重臣に対しても詰問したが、上記の通り事件時に荒木は蟄居中であり、詳しい情報は持っていなかった。享保15年3月15日、幕府に相談することなく重臣かつ実父の荒木を蟄居させたことや、充分な調査をせずに渡辺長右衛門を死刑にしたことなどを問題とし、幕府により藩主の頼季は閉門処分を命じられた。同年7月12日、閉門を許された。
実父の荒木高村に先立って、頼季は寛保3年（1743年）に死去した。長男の延季が跡を継いだ。

## 系譜
父母
- 荒木高村（実父）
- 安倍季通の娘（実母）
- 秋田季豊（養父）
- 秋田輝季（養父）

正室
- 岩子 ー 秋田就季の娘

側室
- 市川氏

子女
- 秋田延季（長男）生母は市川氏（側室）
- 秋田定季（次男）
- 利喜姫 ー 本多助盈正室